# Justyna Kobus
Justyna Kobus – polska językoznawczyni, dialektolożka, doktor habilitowana nauk humanistycznych. Pracowniczka Wydziału Filologii Polskiej i Klasycznej Uniwersytetu im. Adama Mickiewicza w Poznaniu. Od 2005 r. zatrudniona w Zakładzie Dialektologii Polskiej, a następnie w Pracowni Dialektologicznej UAM.

## Życiorys
W 2005 roku ukończyła studia polonistyczne na Wydziale Filologii Polskiej i Klasycznej UAM. Pracę magisterską pt. Słownictwo pola tematycznego PRACA w języku mieszkańców wsi Baranówko i Sowinki (gmina Mosina, powiat Poznań) napisała pod kierunkiem profesora Jerzego Sierociuka.
W 2009 roku obroniła pracę doktorską na podstawie rozprawy Zróżnicowanie leksyki pola tematycznego PRACA NA ROLI w języku mieszkańców wybranych wsi wielkopolskich początku XXI wieku, napisaną pod kierunkiem profesora Jerzego Sierociuka. W 2019 roku uzyskała stopień doktora habilitowanego na podstawie monografii Studia nad fleksją rzeczownika w gwarach wielkopolskich.
Członkini Towarzystwa Miłośników Języka Polskiego i Polskiego Towarzystwa Ludoznawczego.

## Wybrane publikacje
- Zróżnicowanie leksyki dotyczącej uprawy ziemniaka w języku mieszkańców wsi wielkopolskich, „LingVaria” nr 1 (3), 2007, s. 91–102.
- Przeobrażenia gwarowej leksyki wymuszone warunkami pozajęzykowymi – snopek i stóg w języku mieszkańców wsi wielkopolskich początku XXI wieku, „Prace Filologiczne”, t. LIV, 2008, s. 199–212.
- Kierunki i dynamika zmian w języku mieszkańców wielkopolskich wsi na przełomie wieków XX i XXI, Wydawnictwo Poznańskiego Towarzystwa Przyjaciół Nauk, Poznań 2015.
- Słownik języka mieszkańców okolic Gniezna. Święta, wierzenia i przesądy, pod red. J. Kobus i T. Gniazdowskiego, Wydawnictwo „Poznańskie Studia Polonistyczne”, Poznań 2018.
- Słownik języka mieszkańców okolic Czerniejewa. Praca na roli i w gospodarstwie, pod red. J. Kobus i M. Stępień, Wydawnictwo „Poznańskie Studia Polonistyczne”, Poznań 2018.
- Studia nad fleksją rzeczownika w gwarach wielkopolskich, Wydawnictwo Poznańskiego Towarzystwa Przyjaciół Nauk, Poznań 2019.